# Brotherhood of Breath
Brotherhood of Breath è stata una big band jazzistica, fondata a Londra nel 1969 dal pianista e compositore sudafricano bianco Chris McGregor (1936-1990), figlio di emigrati scozzesi. La band tentò di coniugare le sonorità africane con il free jazz americano ed il jazz britannico e questo esperimento avrebbe dato una svolta decisiva alla musica d'oltremanica.

## Storia del gruppo

### Premesse
Affascinato dalle musiche dei ghetti neri sudafricani e dal free jazz di Cecil Taylor, McGregor forma nel 1962 The Blue Notes, un sestetto con locali musicisti di colore: il trombettista Mongezi Feza, il contrabbassista e pianista Johnny Dyani, i sassofonisti Dudu Pukwana e Nikele Moyake ed il batterista Louis Moholo. Con il loro eccitante mix di musica africana e jazz, riscuotono grande successo ed ottengono il premio come miglior gruppo al festival nazionale sudafricano di jazz del 1963. La registrazione di un concerto a Durban nel 1964 verrà pubblicata nell'album Legacy: Live in South Africa 1964 dalla Ogun Records nel 1995.

#### Trasferimento in Europa
Le dure leggi dell'apartheid allora vigenti in Sudafrica proibivano a bianchi e neri di esibirsi insieme e The Blue Notes sono costretti a suonare clandestinamente. È questo il principale motivo che spinge la band a lasciare il paese nel 1964.
Sbarcano in Europa e partecipano al Jazz Festival di Antibes, si trasferiscono poi a Zurigo, a Londra, dove soggiornano e suonano a lungo, e infine a Copenaghen. Problemi legati allo status di rifugiati, al razzismo e alla mancanza di ingaggi portano a defezioni e queste allo scioglimento del gruppo.

#### Influenza sul jazz britannico
L'arrivo di questi artisti sudafricani apre nuovi spiragli per i jazzisti britannici, che fino a quel momento avevano intrapreso solo la strada di un jazz serioso e sperimentale o quella delle orchestrine da ballo. Personaggi come Feza e Pukwana, con la loro incredibile capacità di passare con disinvoltura dal più sfrenato free jazz ad una gioiosa e divertente musica da ballo, colmano questo gap con la loro meravigliosa township music, la musica dei ghetti sudafricani, che possono felicemente suonare per tutta la notte.
Il loro apporto è stato importante non solo dal punto di vista musicale, ma anche da quello temperamentale. Con la gran gioia di vivere che esprimono, si rivelano un toccasana per la stagnante atmosfera europea e finiscono per stregare i maggiori interpreti del jazz e della fusion di oltremanica, spazzando via i pregiudizi tipici dei londinesi verso i nuovi arrivati, ed il clima di competitività che si era instaurato.

### Fondazione
Nel 1969 McGregor viene invitato in Nigeria per comporre con musicisti locali la colonna sonora di un film. Viene così notato dall'"Arts Council of Great Britain", un ente statale che finanzia artisti meritevoli, e grazie ai fondi che riceve, il suo progetto inglese continua con i Brotherhood of Breath, che all'inizio prendono il nome di Chris McGregor's Brotherhood of Breath.
Fondato nel 1969, il super-gruppo si stabilisce a Londra e vede confluire buona parte dei componenti dei Blue Notes con personaggi di spicco del jazz britannico. Questi ultimi facevano sostanzialmente capo ad un altro ambizioso progetto jazz, quello dei Centipede di Keith Tippett. Tra questi vanno segnalati i trombonisti Paul Rutherford e Nick Evans, i sassofonisti Lol Coxhill, Elton Dean, Gary Windo, John Surman, Mike Osborne, Evan Parker e Alan Skidmore ed i trombettisti Harry Beckett e Mark Charig.

### Il successo
Il grande successo di pubblico che raccolgono nei concerti, li consacra come una delle rivelazioni della scena jazzistica internazionale e li porta a pubblicare tre dischi nel giro di pochi anni. Anche se buona parte dei musicisti erano impegnati con altre band e non erano sempre disponibili, il gruppo resta unito per cinque anni.
L'album d'esordio, l'eponimo Chris McGregor's Brotherhood of Breath, ottiene un grande successo sia di critica che di pubblico. L'alto numero dei musicisti si rivela invece eccessivo in termini economici. Saranno pochi i promoter che si assumeranno il rischio di finanziare nuove iniziative del gruppo.
Il secondo album, Brotherhood, viene pubblicato nel 1972 ed è considerato dalla critica più votato al free jazz del precedente, ma viene accolto con giudizi favorevoli. Il gruppo diviene famoso anche all'estero e viene invitato ad esibirsi in altri paesi europei. La registrazione di un concerto dal vivo del 1973 per l'emittente tedesca Radio Bremen verrà pubblicata nel 2001 nell'album Travelling Somewhere. Altre registrazione di concerti tenuti tra il 1971 ed il 1975 vedranno la luce nel 2004 con il titolo From Bremen to Bridgewater.

### Scioglimento e riunioni
La formazione originale si scioglie nel 1974, dopo il trasferimento di McGregor in Francia e prima delle morti del 1975 di Mongezi Feza ed Harry Miller. Quest'ultimo aveva fondato l'etichetta discografica indipendente Ogun Records, che ha pubblicato alcuni degli album del gruppo.
Verso la fine degli anni settanta si sarebbero riformati in Francia per un breve periodo. Una nuova riunione si verifica nel 1987 a Londra, con una nuova formazione che comprende la trombonista Annie Whitehead. Il sound di questa nuova formazione è più discreto, e pur scostandosi leggermente dalle atmosfere di free improvisation presenti nei lavori precedenti, il livello musicale rimane estremamente godibile.
Nel 1989, i Brotherhood of Breath accompagnano un tour europeo del jazzista Archie Shepp, e dalla registrazione di una delle date viene realizzato l'album En Concert a Banlieues Bleues. La pianificata tournée negli Stati Uniti del 1990 viene cancellata dopo che a McGregor viene diagnosticato un cancro ai polmoni che gli risulterà fatale, morirà in Francia il 26 maggio del 1990. Dopo la scomparsa del suo leader, la banda si scioglie definitivamente.
Tra il 1992 ed il 1994, Moholo ed altri superstiti dei Brotherhood of Breath si esibiscono in alcuni concerti sotto il nome di Dedication Orchestra. Alcuni dei musicisti che hanno suonato nelle ultime versioni del gruppo si riuniscono a Londra, nel dicembre del 1993, per un concerto in memoria di McGregor. La registrazione dell'evento viene pubblicata l'anno seguente nell'album The Memorial Concert, che viene attribuito a Chris McGregor's Brotherhood of Breath.

## Discografia
- 1971 Chris McGregor's Brotherhood of Breath - RCA Neon (NE2)[10]
- 1972 Brotherhood - RCA Records (SF 8260)[10]
- 1974 Live at Willisau - Ogun Records (OG 100) concerto dal vivo in Svizzera del 27 gennaio 1973
- 1978 Procession - Ogun Records (OG 524) concerto dal vivo a Tolosa del 10 maggio 1977
- 1981 Yes Please - In and Out (IaO 1001) brani di due concerti dal vivo ad Angoulême, in Francia, dell'1 e 2 giugno 1981
- 1988 Country Cooking - Virgin Records (VE17) agli Angel Studios di Londra
- 1989 En Concert a Banlieues Bleues (con Archie Shepp) - Rue Est (CD 017) Registrazione di una data nel tour europeo del 1989
- 1994 The Memorial Concert - ITM Records (970086) concerto di tributo a McGregor tenuto nel dicembre del 1993 a Londra[10]
- 2001 Travelling Somewhere - Cuneiform Records (Rune 152) concerto dal vivo per l'emittente radiofonica tedesca Radio Bremen registrato il 19 gennaio 1973
- 2004 From Bremen To Bridgewater - Cuneiform Records (Rune 182/183) Brani di concerti tenuti tra il 1971 ed il 1975
- 2008 Eclipse At Dawn - Cuneiform Records (Rune 262) Concerto a Berlino del 4 novembre 1971